# Hand Built By Robots

Hand Built by Robots est le premier album de chanteur britannique Newton Faulkner sorti le 30 juillet 2007.

## Liste des chansons
Tous les titres sont écrits par Newton Faulkner.
1. Intro – 0:34
2. To the Light – 2:40
3. I Need Something – 2.57
4. All I Got (Newton Faulkner / Crispin Hunt) – 3.21
5. Dream Catch Me (Crispin Hunt / Newton Faulkner / Gordon Mills) – 3.56
6. Feels Like Home – 3:12
7. Teardrop (À l'origine par Massive Attack : Robert Del Naja / Grantley Marshall / Andrew Vowles / Elizabeth Fraser) – 3:09
8. Gone in the Morning (Newton Faulkner / Toby Faulkner) – 2:21
9. Sitar-y Thing – 1:19
10. Uncomfortably Slow (Newton Faulkner / Adam Argyle) – 3:28
11. Straight Towards the Sun (Newton Faulkner / Crispin Hunt) – 3:39
12. People Should Smile More (Newton Faulkner / Adam Argyle / Crispin Hunt) – 3:29
13. She's Got the Time (Newton Faulkner / Toby Faulkner) – 1:20
14. U.F.O (Newton Faulkner / Toby Faulkner) – 2:36
15. Face (Her) – 0:39
16. Ageing Superhero – 3:22
17. Lullaby – 1:37
18. Full Fat (Exclusivement sur iTunes) – 2:50
19. Dream Catch Me (Instrumental) – 4:09